# Strategio Musoniano
Strategio Musoniano (latino: Strategius Musonianus; Antiochia di Siria, ... – ...; fl. 337-358) è stato un funzionario romano sotto l'imperatore Costantino I e Prefetto del pretorio d'Oriente sotto suo figlio Costanzo II.

## Biografia
Nativo di Antiochia di Siria, il suo nome originale era semplicemente Strategio o Stratego (Strategus). Oratore eloquente sia in greco che in latino, probabilmente conosceva anche l'aramaico; intelligente, mite e buon amministratore, era accusato di avarizia e di amare gli adulatori.
Ottenne il favore dell'imperatore Costantino I studiando le dottrine dei Manichei con una tale diligenza che Costantino gli diede il nome di Musonianus e gli fece fare carriera, inviandolo come comes (ma ancora con il rango di vir perfectissimus) ad Antiochia ad indagare per l'imperatore sulle divisioni all'interno della Chiesa di quella città. In qualità di proconsole di Acaia fece pressioni affinché la città di Atene offrisse una cattedra di retorica a Libanio, suo conterraneo, corrispondente e amico personale, che però l'oratore rifiutò.
Sostenitore della causa ariana, sotto l'imperatore ariano Costanzo II continuò la sua carriera. Nel 343 era comes e, assieme all'eunuco Esichio e a Filagrio, scortò da Filippopoli i vescovi orientali che si recavano il concilio di Serdica. Raggiunse poi il prestigioso rango di Prefetto del pretorio d'Oriente, che tenne dal 354 al 358. Nel 354 fu incaricato di punire un'insurrezione avvenuta Antiochia in cui era stato ucciso il consolare di Siria Teofilo; secondo Libanio agì con moderazione, secondo gli ordini imperiali; secondo Ammiano Marcellino, invece, assolse i colpevoli, che erano ricchi e ai quali tolse tutto il denaro, e trattò crudelmente i poveri, facendo condannare alcuni innocenti. Nel 355 non fu in grado di difendere le proprie province dai Sasanidi; grazie ad alcune spie, riuscì a sapere che l'imperatore sasanide  Sapore II era impegnato in guerra lontano dalla frontiera romana, e tentò invano di concludere una pace con il generale sasanide Tamsapore.